# Michèle Künzler

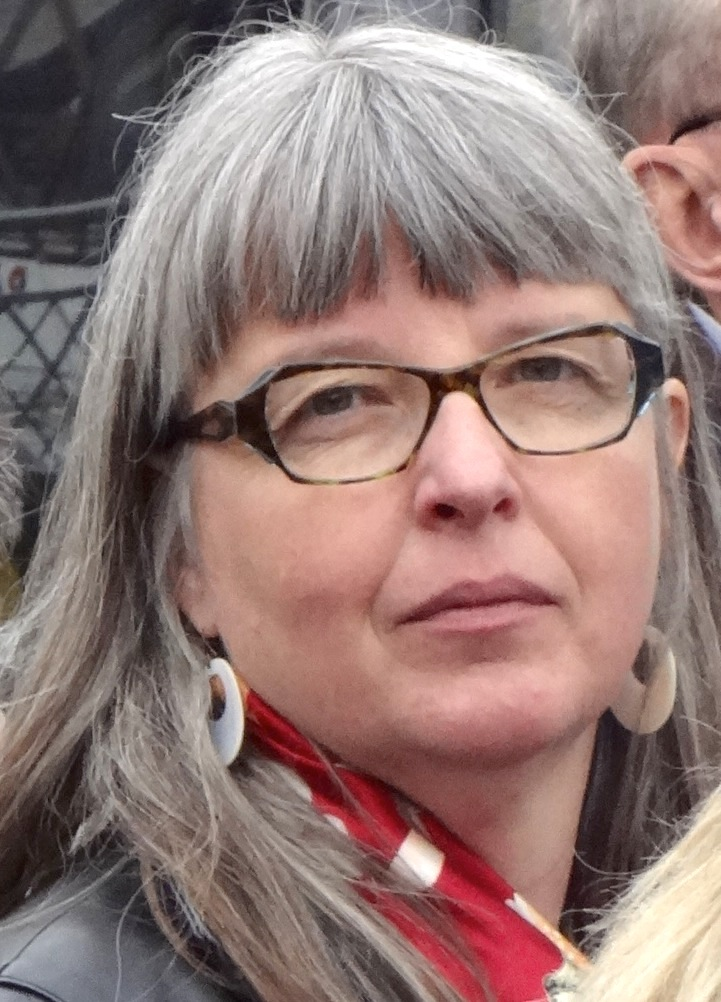
Michèle Künzler 2013 in Genf

Michèle Künzler (* 14. Dezember 1961 in Genf, heimatberechtigt in Meyrin und Bowil) ist eine bis 2013 aktive Schweizer Politikerin (Grüne).
Ihr erstes politisches Mandat nahm Künzler von 1991 bis 2001 als Stadträtin von Genf wahr. Bei den Nationalratswahlen 1999 wurde sie nicht gewählt. 2001 wurde sie in den Grossen Rat des Kantons Genf gewählt und 2005, sowie 2009 wiedergewählt. Am 15. November 2009 gelang ihr die Wahl in den Staatsrat. Bei den Wahlen 2013 trat sie nicht mehr zum zweiten Wahlgang an, weil sie beim ersten Wahlgang ein schlechtes Resultat erzielte. Zuvor war sie wegen einer chaotischen Reform der öffentlichen Verkehrsbetriebe TPG (Transports publics genevois) kritisiert worden und erhielt dafür den Preis der Genferei 2012.
Künzler ist verheiratet und hat drei Kinder. Sie hat vier Jahre Theologie studiert, in verschiedenen Berufen gearbeitet und wohnt in Genf.